# Tökölyanum
A Tökölyanum (Budapest V. kerülete, Veres Pálné utca 17–19.) Tököly-Popovics Száva (1761–1842) alapítványaként a pesti egyetemen tanuló szerb fiúhallgatók számára létrejött nevelőintézet 1838-ban. Vagyonát kezdetben az 1825-ben alakult egyesület, a Matica Srpska, 1877-től a pesti görögkeleti hitközség, 1900-tól az erre a célra felállított szerb bizottság kezelte.
Az 1952-ben államosított működéséig több mint négyszáz, főleg hazai szerb fiatal szerzett diplomát pesti egyetemeken és főiskolákon bölcsészettudományi, jogi, mérnöki, orvosi vagy képzőművészeti szakokon. E kollégium falai között kapott helyet az 1860-as években a Preodnica (Előőrs) irodalmi társaság és itt működött a Matica srpska.
1996-ban a magyar kormány visszaadta a Budai Püspökségnek az épületet, így az alapítvány újra tudta kezdeni a munkát.

## Az épület története
Az épület története három domborműnek köszönhetően a homlokzatról is leolvasható.
Az első dombormű az 1790-ben Temesváron tartott egyházi és politikai kongresszust mutatja, ahol Tököly Száva is szót emelt a szerb egyházi jogok törvénybe iktatása mellett. A második a Tökölyanum alapítását ábrázolja: azt a pillanatot, amikor Tököly a szerb polgárok és az egyház képviselőinek jelenlétében bevezeti első ösztöndíjasait az újonnan emelt kollégiumba. A harmadik az új épület 1907-es avatását ábrázolja, melyet már Fellner Sándor tervei alapján építettek.

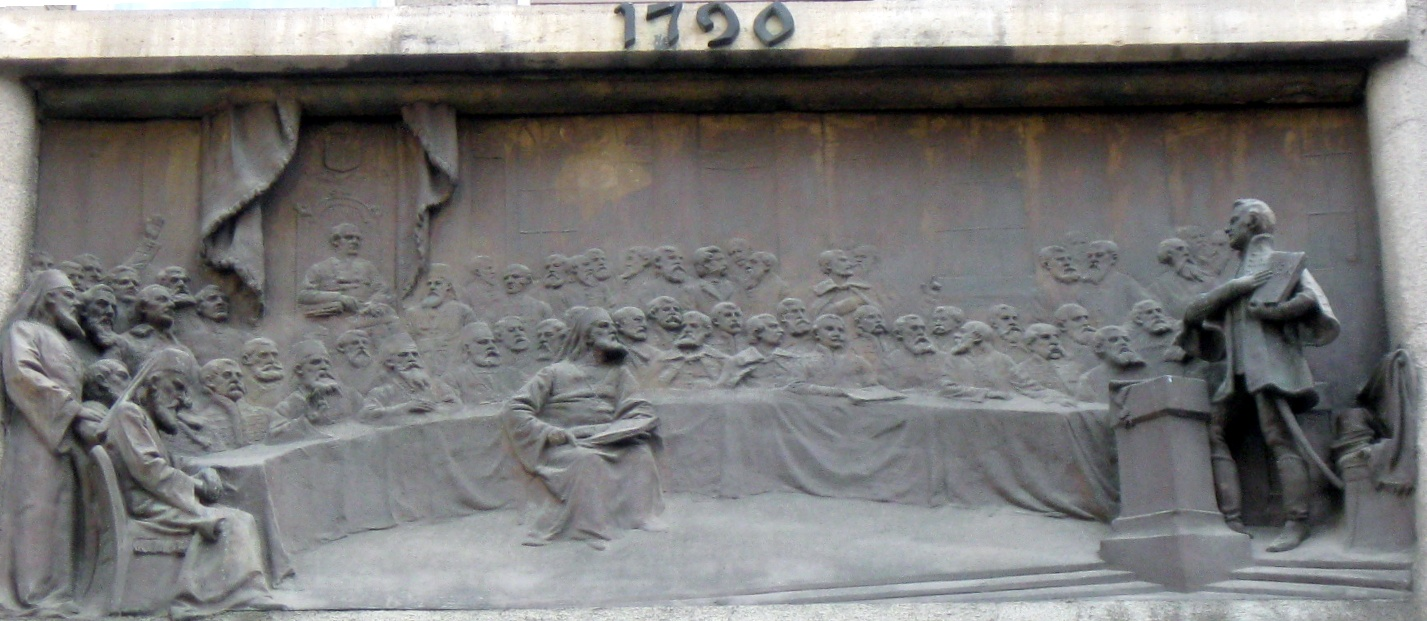
1790
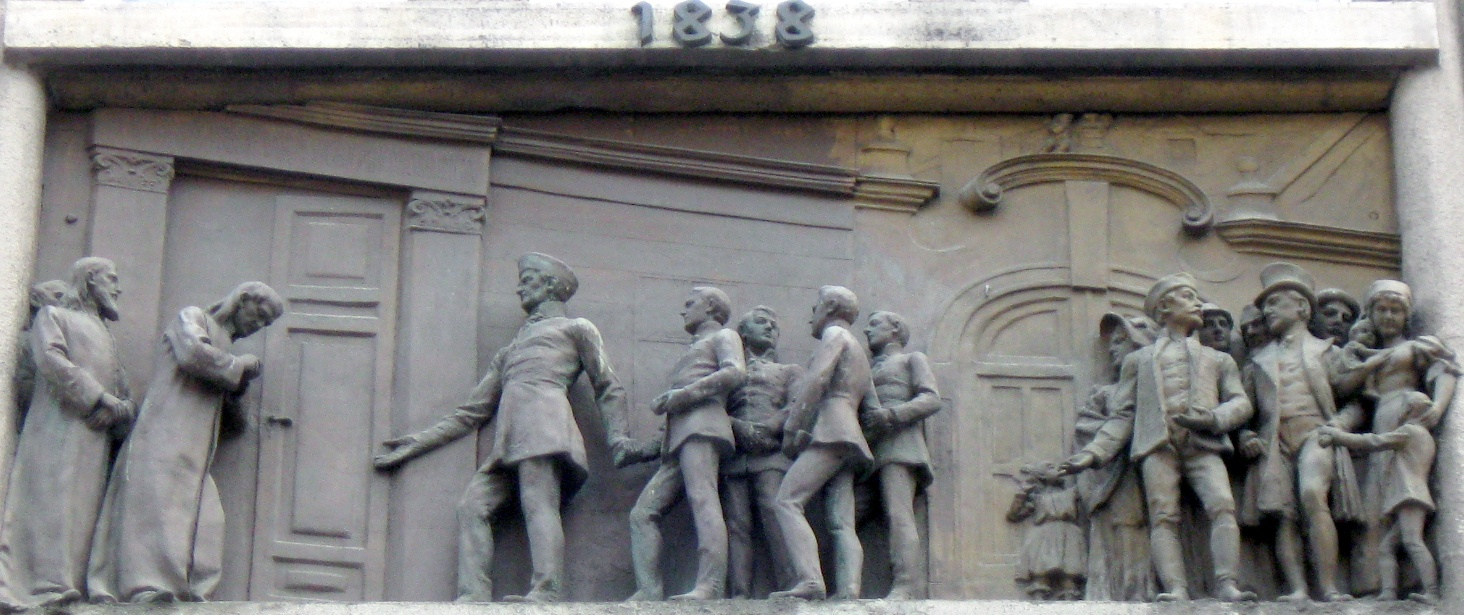
1838
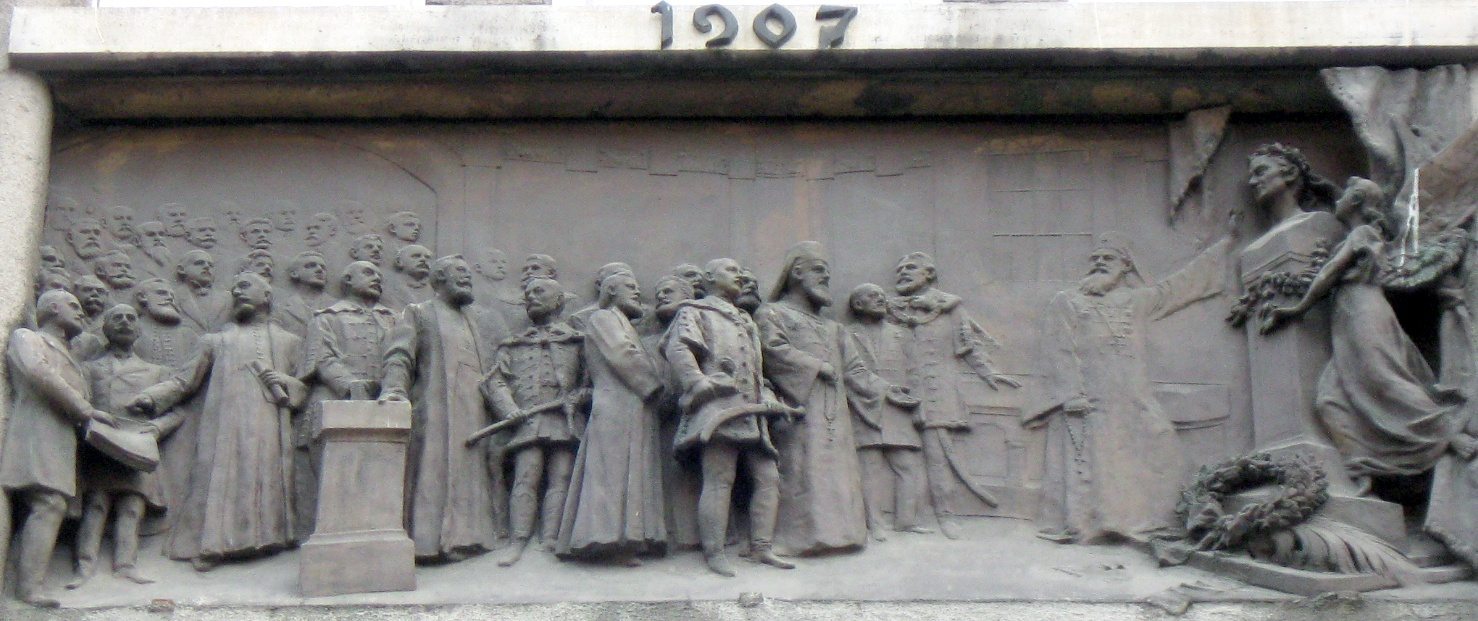
1907